# Comunidad interpretativa
La comunidad interpretativa es un término acuñado por Stanley Fish para el análisis de textos literarios.[cita requerida] Fish establece que la interpretación nunca es un acto individual sino que siempre está influenciada o determinada por la comunidad que rodea al individuo que realiza dicha acción. Tal comunidad se conforma por grupos de normas y estrategias de lectura determinadas por diferentes factores, ya sean académicos, sociales, o incluso nacionales, en cuanto a las diferentes tradiciones literarias. Debido a estas diferencias, la interpretación del mismo texto por parte de lectores pertenecientes a diferentes comunidades interpretativas puede variar radicalmente, pero no siempre como se piensa.